# Богородское (район Москвы)
Богоро́дское — район в Восточном административном округе города Москвы, а также одноимённое внутригородское муниципальное образование.
Район расположен к северо-востоку от центра Москвы. Площадь района — 1024 га. Население — 107 571 чел. (2024).

## Границы района
Граница района Богородское проходит по оси улицы Богородский вал, далее по оси реки Яузы (включая территорию МПО «Красный богатырь»), юго-восточным границам территории Государственного природного национального парка «Лосиный Остров», оси Малого кольца МЖД, осям Тюменской улицы, Открытого шоссе, Просторной, Алымовой улицы, Алымова переулка до улицы Богородский Вал.
В границы района входят также домовладения № 4 и 6 по Яузской аллее, № 4 и 12/14 по Лосиноостровской улице, № 8 и 17 станции «Белокаменная» Малого кольца МЖД.

## Герб и флаг
Гербовая эмблема района Богородское утверждена распоряжением префекта № 1556-В-РП от 5 ноября 1997 года.
Флаг утверждён 13 апреля 2004 года и является официальным символом муниципального образования Богородское.
Описание: «В голубом щите московской формы серебряное пониженное куполообразно-выгнутое стропило, сопровождаемое сверху золотой геральдической розой. Под щитом на голубой ленте надпись золотыми буквами „Богородское“».
Объяснение: «Золотая роза, как геральдический символ Пресвятой Богородицы, называемой „розой без шипов“, символизирует название района. Серебряное стропило символизирует находящийся на территории района памятник московской деревянной архитектуры — церковь Преображения Господня».

## История
Первые официальные сведения о поселении, находившемся на территории нынешнего Богородского, встречаются в середине XVI века. В Переписной книге за 1550 год оно названо Алымово — вотчина князя Лыкова-Оболенского — сегодня о селе напоминают улица Алымова и Алымов переулок. Однако в ходе раскопок, проведённых на территории района на берегу реки Яузы, был обнаружен культурный слой с красной керамикой, что даёт основания утверждать, что селение здесь существовало ещё за полтора-два века до первого упоминания в Переписной книге.
Непродолжительное время Алымово владел Иван Грозный, в 1568 году подписал грамоту о пожаловании этих земель Чудову монастырю. К 1680 году на церковном кладбище была построена в честь Успения Святой Богородицы деревянная часовня (не сохранилась), с тех пор за селением прочно закрепилось название Богородицкого или Богородского. В эпоху Петра I здесь зародилось бумажное производство — первое в России. В начале XIX века Богородское окончательно стало государственным владением. С середины XIX века началось в Богородском строительство дач, которые пользовались большой популярностью у горожан. На дачах в Богородском жили И. И. Шишкин, П. И. Чайковский, А. П. Бородин, М. А. Балакирев.
В 1876—1880 годах в селе была возведена деревянная церковь Спаса Преображения, сохранившаяся до наших дней. В 1879 году город и земство договорились о включении Богородского в черту Москвы. В 1886 году из Сокольников в Богородское проложили линию конно-железной дороги (стоимость проезда составляла 7 копеек), в 1912 году линия была реконструирована в трамвайную. В начале XX века район села Богородского превратился в рабочий посёлок при заводе «Богатырь» (позднее переименованный в «Красный богатырь»), который выпускал изделия из резины.

## Население
| 2002     | 2010     | 2011     | 2012     | 2013     | 2014     | 2015     |
| -------- | -------- | -------- | -------- | -------- | -------- | -------- |
| 98 602   | ↗104 415 | ↗104 623 | ↗104 911 | ↗105 412 | ↗106 076 | ↗106 828 |
| 2016     | 2017     | 2018     | 2019     | 2020     | 2021     | 2023     |
| ↗107 629 | ↗107 697 | ↗108 111 | ↗109 324 | ↗110 137 | ↘108 757 | ↘108 657 |
| 2024     |          |          |          |          |          |          |
| ↘107 571 |          |          |          |          |          |          |

### Национальный состав
По итогам переписи населения 2020 года проживали следующие национальности (национальности менее 0,1 % и другое, см. в сноске к строке «Другие»):
| Национальность | Численность, чел. | Доля     |
| -------------- | ----------------- | -------- |
| Русские        | 80 968            | 74,45 %  |
| Татары         | 803               | 0,74 %   |
| Украинцы       | 769               | 0,71 %   |
| Армяне         | 587               | 0,54 %   |
| Азербайджанцы  | 483               | 0,44 %   |
| Грузины        | 261               | 0,24 %   |
| Киргизы        | 243               | 0,22 %   |
| Узбеки         | 218               | 0,20 %   |
| Таджики        | 185               | 0,17 %   |
| Белорусы       | 155               | 0,14 %   |
| Молдаване      | 148               | 0,14 %   |
| Евреи          | 136               | 0,13 %   |
| Казахи         | 115               | 0,11 %   |
| Другие         | 23 686            | 21,77 %  |
| Итого          | 108 757           | 100,00 % |

## Инфраструктура
На территории района находятся
- 2 поликлиники (детская и взрослая), медицинский консультативно-диагностический центр.
- 7 негосударственных вузов, 13 общеобразовательных школ[21], вечерняя школа, кадетский корпус.
- 19 детских садов[22].
- Стадион «Спартаковец» имени Н. П. Старостина (бывший «Алмаз», бывший «имени И. А. Нетто»), на котором проводил до 2011 года свои домашние матчи дубль московского Спартака.
- Завод «Красный богатырь» (корпуса построены по проекту архитектора Г. А. Гельриха), в настоящее время закрыт и подлежит реорганизации в зону отдыха местных жителей.
- Богородское кладбище.

## Парки и скверы
В Богородском располагаются Яузский лесопарк, парк «Янтарная горка» и три благоустроенных сквера — «Синичкин сквер», сквер на улице Миллионная и сквер на улице Краснобогатырская.
Яузский лесопарк — часть национального парка «Лосиный остров», занимает 65 % территории района. У границ зелёного массива с жилыми кварталами обустроены комфортные рекреационные зоны: проложена дорожно-тропиночная сеть, оборудованы детские площадки, установлены новые скамейки и фонари.
Парк «Янтарная горка» был разбит в начале 1960-х годов на месте искусственного холма (предположительно — заброшенной свалки промышленных отходов). «Янтарной горкой» территорию назвали местные жители — по названию стоявшего рядом кинотеатра «Янтарь». В ноябре 2021 года на этом месте был открыт торговый центр «Место встречи Янтарь». По сути, тогда парк был просто районным сквером. Современные очертания он приобрёл в 2012 году: после завершения строительства рядом жилого комплекса «Богородский» парк благоустроили. На его территории проложили прогулочные и велодорожки, обустроили детские и спортивные площадки. С 2014 года парк более не обновлялся.
Сквер на улице Краснобогатырская (возле дома № 21) появился в Богородском в 2019 году. Прежде на этом месте находилась полузаброшенная территория с гаражами и редкими зелёными насаждениями. После окончания работ появилась сеть прогулочных дорожек, дополнительное освещение и озеленение, большие искусственные холмы, созданные на основе геопластики, оснащённые канатными конструкциями и горками для спуска. Для детей поставили два больших игровых комплекса — в виде корабля и вертолёта. Для спортсменов оборудовали две спортивные площадки. Проект благоустройства сквера разработал Институт градостроительного и системного проектирования в рамках реализации программы «Мой район».
«Синичкин сквер» — зелёная зона, оформившаяся к 1968 году (первое упоминание о ней относится к 1911 году) на пересечении улицы Ивантеевская с 4-м и 5-м Проездами Подбельского. Какое-то время сквер назывался «Вулкановским» по находившемуся рядом заводу «Вулкан» (с 1991 года — предприятие «Альфапластик»), потом «Синицынским» и «Богородским». Позже за ним закрепилось историческое название. В 2016 году сквер был благоустроен: здесь обновили сцену, провели дополнительное озеленение, заменили освещение.
Сквер на улице Миллионная (возле дома № 14) — небольшой районный сквер. В 2020 году комплексно благоустроен по программе «Мой район».

## Религия
Храм Преображения Господня в Богородском
В районе имеется один православный храм — храм Преображения Господня в Богородском. Одноглавый шатровый деревянный храм, построен в 1877—1880 годах по проекту архитектора Н. А. Ипатьева в «русском стиле»: килевидный кокошник у основания шатра, фигурные наличники окон, резные столбики крылец. Основной сруб — четверик, к которому с востока примыкала пятигранная алтарная апсида, с запада — трапезная и четырёхгранная двухъярусная 18-метровая колокольня. В конце XIX века расширен двумя приделами (архитектор Ф. П. Скоморошенко). Главный престол — Преображения Господня.
 Объект культурного наследия № 7702251000

## Интересные факты
- В Богородском (на Миллионной ул., 15, корп. 1) родился и вырос великий советский вратарь Л. И. Яшин. На здании установлена мемориальная доска.
- В годы НЭПа Богородское было одним из крупных центров секты скопцов[31].

## Транспорт
- Метрополитен: станция метро «Преображенская площадь» Сокольнической линии и станция метро «Бульвар Рокоссовского» Сокольнической линии
- Московское центральное кольцо: станция «Белока́менная» и станция «Бульвар Рокоссовского»
- Автобусы: 265, 311, 680, 680к, 682,C675
- Трамваи: 4, 7, 11, 13, 36, 46 (11, 13, 36 лишь по границе района)[32]
- Железнодорожный транспорт: пассажирская платформа «Яуза» Ярославского направления МЖД (нгранице с районом Ростокино).